# Lost Verizon
Lost Verizon (с англ. — «Потерянный мобильник») — второй эпизод двадцатого сезона мультсериала «Симпсоны». Премьера эпизода состоялась 5 октября 2008 года.

## Сюжет
Когда Директор Скиннер выставляет себя дураком на шоссе, Милхаусу удаётся снять все весёлые сцены на свой телефон. Он звонит большинству своих друзей, чтобы они увидели Скиннера, которого начинает избивать пьяный Барни, но не может позвонить Барту. Когда Нельсон спрашивает, почему, Милхаус объясняет это тем, что Барт не имеет мобильного телефона. Позже Барта дразнят за то, что он упустил шанс посмеяться над Скиннером. Барт просит Мардж купить телефон; Мардж объясняет, что мистер Бёрнс сократил зарплату Гомера, и они не могут позволить себе купить телефон для Барта. После этого она также отказывается финансировать поездку Лизы в Мачу-Пикчу. Грустный Барт проходит мимо поля для гольфа, откуда в него попадает мяч для гольфа. Злой, он идёт ударить мячиком того человека, который кинул в Барта мячик, выясняется, что Джулиус Хибберт случайно ударил его. Хибберт сразу платит Барту доллар за возвращение мяча. Удивленный Барт берёт деньги и получает вдохновение: ловлей мячей для гольфа за деньги он может накопить на сотовый телефон.
Ликующему Барту остаётся найти только 20 мячей, но Садовник Вилли конфискует мячи у Барта, заставляя его вернуться в печальное настроение. Тем не менее, Барт опять проходит мимо поля для гольфа. Знаменитый Денис Лири готовится к удару, но промахивается, и от злости выкидывает свой звонящий мобильный телефон, который приземляется рядом с Бартом. Обрадованный Барт бросает работу и берёт телефон Лири. Когда он намерен проинформировать Милхауса про свой новый телефон, Барту звонит продюсер Брайан Грейзер, который просит Лири сыграть главную роль в фильме «Все какают». Барт, понимая, что телефон принадлежит Лири, соглашается на роль.
Озорной Барт звонит барменам во всём мире (используя имена, связанные с сексом и телом, то есть Мойо Громныйзад) и тратит все деньги Лири
на шляпу и форму «Нью-Йорк Янкис». Мардж подслушивает озорство Барта и Милхауса, и, когда Милхаус признается, что телефон принадлежит Лири, конфискует телефон Барта. Лири звонит Мардж, и она извиняется за поведение своего сына. Лири все ещё сердится на трюки Барта, и предлагает Мардж активировать GPS на телефоне и вернуть его Барту, то есть чтобы она могла выследить каждый шаг Барта.
Несколько виновато, Мардж активирует GPS и возвращает телефон Барту. Мардж, с помощью системы GPS, способна предотвратить Барта от игр на стройке, просмотра фильмов R-рейтинга, азартных игр на скачках, катания на скейтборде вниз по ступенькам и выкапывания могил на кладбище. Барт теперь знает, что до тех пор, как Мардж и Гомер имеют его под постоянным наблюдением, он не может иметь никакого удовольствия. Лиза в шоке от несправедливости Мардж, она решает рассказать Барту, что происходит. Как и следовало ожидать, Барт сердится и решает отомстить. Он привязывает чип GPS к ноге красно-чёрной пиранги, которая улетает. Мардж думает, что птица — это Барт, хотя и не уверена, почему он кружит вокруг Шелбивилльского птичьего заповедника, и предполагает, что Барт убегает из дома. Гомер, Лиза, Мардж и Мэгги начинают общенациональный поиск Барта. Лиза понимает, что они всё это время гонялись за птицей. На своём ноутбуке она обнаруживает, что птицы мигрируют в Мачу-Пикчу, куда Симпсоны не могли себе позволить поехать. Зная об этом, Лиза сознательно позволяет птице лететь на волю, так семья может преследовать её в Мачу-Пикчу.
Барт наслаждается своей вновь обретённой свободой в дневное время, но быстро начинает бояться быть одиноким ночью. Когда Симпсоны приезжают в Мачу-Пикчу, они продолжают поиски Барта. Мардж, несмотря на то, что устала, не собирается сдаваться, и клянется быть более строгой мамой Барта и засыпает, лёжа на статуе древнего перуанского Бога Неба. В её сне Бог неба показывает ей Древнее Перу. Он учит её, что дети, за которыми чересчур ухаживали родители, были завоеваны конкистадорами. После пробуждения Мардж понимает, что она не может более охранять Барта, и должна позволить ему жить самостоятельно. Гомер обнаруживает, что семья следовала всё это время за птицей. Мардж говорит, что она точно знает, где Барт. По возвращении в Спрингфилд Мардж просит Барта, чтобы он отпустил её и начал жить самостоятельно. Барт говорит, что он не заметил, как они ушли (их не было двух недель). Мардж, устав, идет наверх. Тем не менее, когда она идёт по лестнице, её останавливает Барт, который умоляет не оставлять его снова. Эпизод заканчивается тем, что Лиза спрашивает Гомера, где Мэгги. Как оказалось, Гомер оставил её в Мачу-Пикчу, где ей в настоящее время поклоняются.

## Оценки
Во время своего первого выхода в эфир эпизод собрал 7,43 миллиона зрителей, получил рейтинг 3,6 и 10 % доли.
Роберт Каннинг из IGN сказал: «Эпизод не был ужасным, он просто был недостаточно смешным для столь закрученного сюжета». Он дал эпизоду оценку 6,7.
Эрих Аспершлягер из TV Verdict сказал: «Хотя „Lost Verizon“ и довольно основательный эпизод, он вызывает ощущение упущенной возможности вытянуть сериал, который сегодня собирает больше ворчания, чем похвал».